# Almegíjar
Almegíjar là một đô thị trong tỉnh Granada, Tây Ban Nha. Theo điều tra dân số 2005 (INE), đô thị này có dân số là 435 người.
36°54′B 3°18′T / 36,9°B 3,3°T